# Galaxie 500
Galaxie 500 war eine US-amerikanische Rockband aus Boston, die von 1987 bis 1991 bestand und in dieser Zeit drei einflussreiche Alben veröffentlichte.

## Geschichte
Die Band wurde 1987 von drei in New York City aufgewachsenen und befreundeten Harvard-Studenten gegründet, dem Sänger und Gitarristen Dean Wareham, der Bassistin Naomi Yang und dem Schlagzeuger Damon Krukowski. Sie traten zuerst auf Konzerten in Boston und New York auf und veröffentlichten dann nach einigen Singles im Jahr 1988 ihr erstes Album Today. 
Darauf unterzeichnete die Band bei Rough Trade Records und brachte dort im Jahr 1989 das Album On Fire heraus und 1990 This Is Our Music. Mit dem Konkurs von Rough Trade brach auch die Band auseinander. Wareham formierte daraufhin seine Band Luna, während Yang und Krukowski unter dem Namen Damon and Naomi Platten veröffentlichten.

## Einfluss
Die Musik von Galaxie 500 beeinflusste viele Indie-Künstler, so zum Beispiel die Slowcore-Band Low. Sie wurden von vielen Künstlern gecovert oder man bezog sich in Interviews oder Texten auf sie. Im Song Stratford-on-Guy singt Liz Phair: 

„And I was pretending that I was in a Galaxie 500 video.“

„Und ich tat so, als wäre ich in einem Galaxie 500-Video.“

Jamie Stewart von Xiu Xiu singt im Song Dr. Troll:  

„Listen to On Fire and pretend someone could love you.“

„Hör dir On Fire an und tu so, als könnte dich jemand lieben.“

The Brian Jonestown Massacre nannten ihr Album And This Is Our Music (2003) und bezogen es auf das Galaxie 500-Album This Is Our Music. Thurston Moore von Sonic Youth bezeichnete das Debütalbum der Band, Today, als „die Gitarrenplatte von 1988“. Das Lied Naomi von Neutral Milk Hotel handelt angeblich von der Galaxie 500-Bassistin Naomi Yang.

## Diskografie
Studioalben
- 1988: Today
- 1989: On Fire
- 1990: This Is Our Music

Live-Alben
- 1997: Copenhagen

Kompilationen
- 1996: Uncollected
- 1996: Selected Galaxie 500
- 1998: The Portable Galaxie 500
- 2005: Peel Sessions

Extended Plays
- 1990: Blue Thunder EP
- 2009: Radio Sampler

Singles
- 1988: Tugboat / King of Spain
- 1989: Blue Thunder / Hail (Split-Single mit Straitjacket Fits)
- 1990: Rain / Don’t Let Our Youth Go to Waste
- 1990: Fourth of July / Here She Comes Now
- 2004: Snowstorm / Pictures (Live)
- 2013:  Temperature’s Rising / Crazy